# Raïon de Rakhiv
Le raïon de Rakhiv (en ukrainien : Рахівський район) est un raïon (district) dans l'oblast de Transcarpatie en Ukraine.
Avec la réforme administrative de l'Ukraine, le 18 juillet 2020 le raïon est agrandi en absorbant la ville de Rakhivska, le village de Bohdanska, Velikobychkivska, les collectivités territoriales de Yasinyanska.

## Lieux d’intérêt
La réserve de biosphère des Carpates.

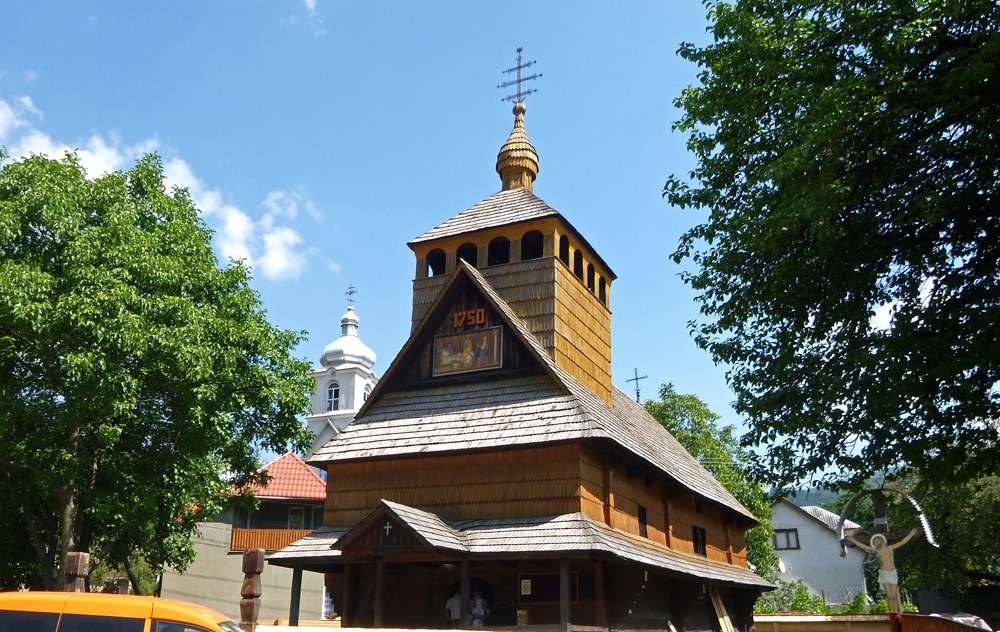
Église de la Dormition de Dilove, classée[1],
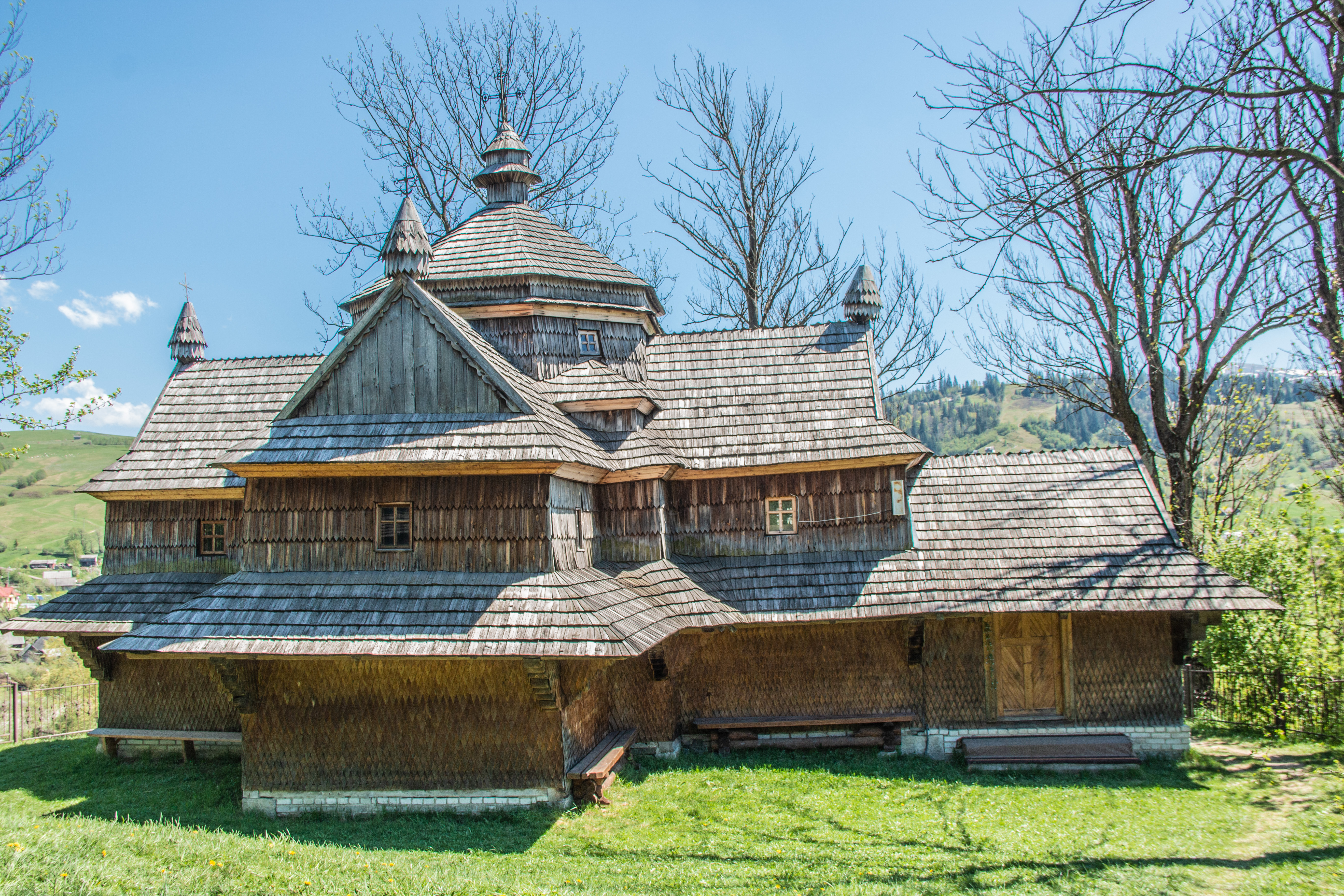
église de l'Ascension de Yasinia, classée[2],
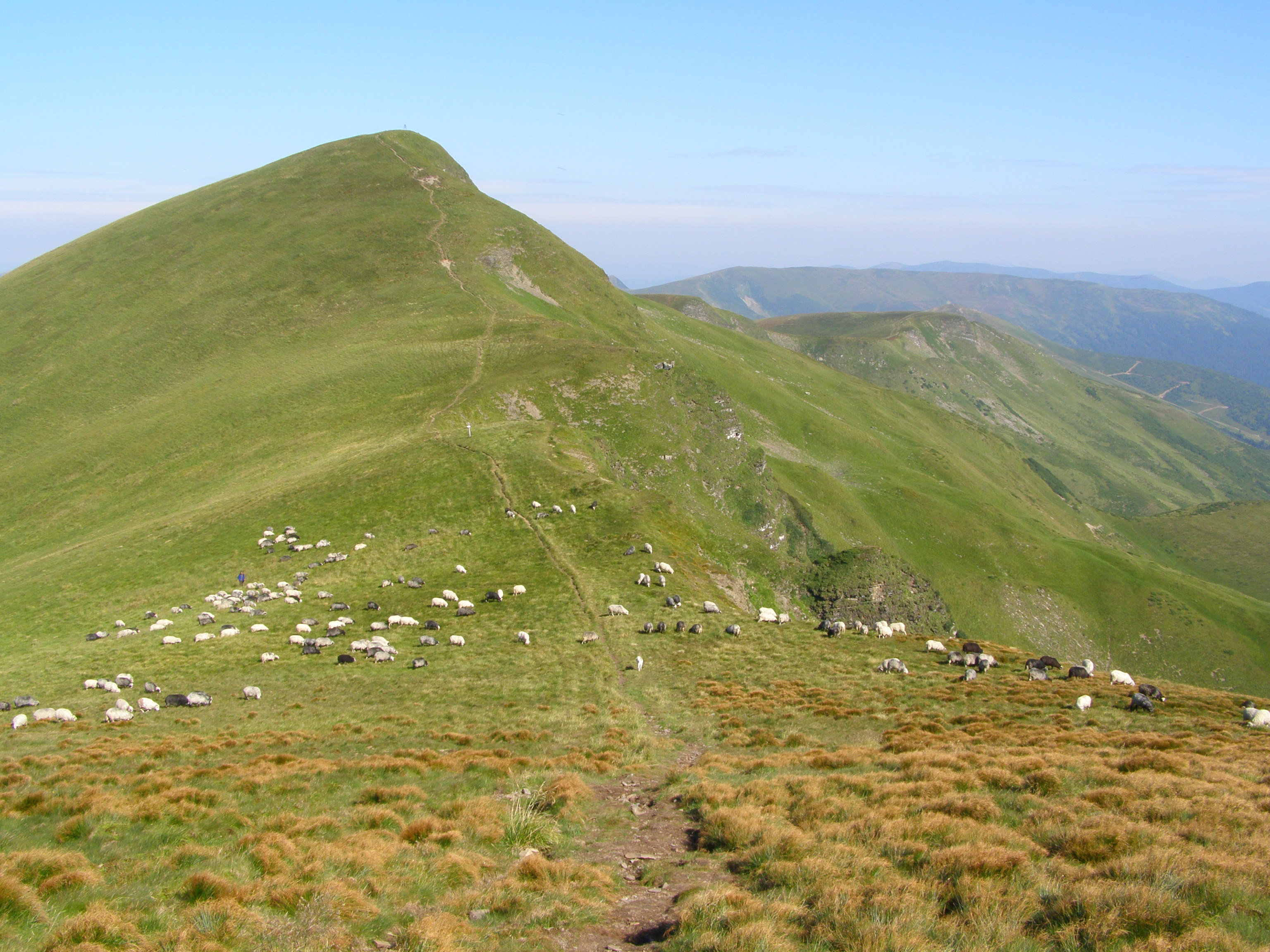
le mont Dragobrat, classée[3],
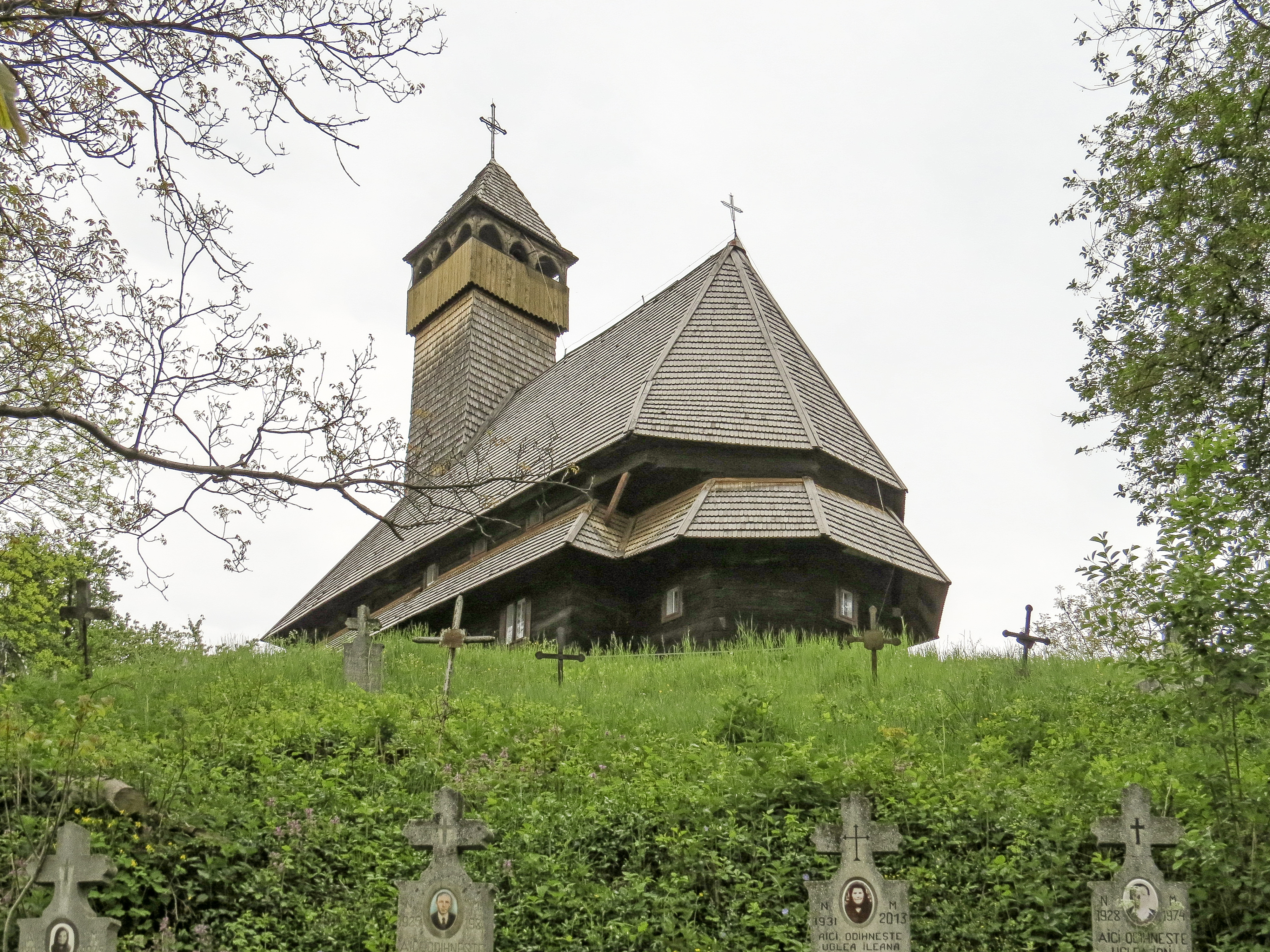
l'église de st-Nicolas à Serednie Vodiane classée[4].